# Norrköpings konstmuseum

Norrköpings konstmuseum är ett svenskt kommunalt konstmuseum. 
Norrköpings konstmuseum ritades av arkitekten Kurt von Schmalensee och är beläget vid Kristinaplatsen. Konstmuseet har en stor samling av svensk konst med tyngdpunkt i svensk modernism.

## Historik
Museet började med en donation av industrimannen Pehr Swartz vid sekelskiftet 1900. Donationen bestod bland annat av verk av Louis Jean Desprez, Pehr Hilleström den äldre, Ulrika Pasch och Johan Krouthén, och ställdes ut i Villa Swartz, som då var både museum och bibliotek. Hösten 1946 invigdes Norrköpings museum på Kristinaplatsen. I gallerierna med lägre takhöjd visades då stadshistoriska utställningar och i de övriga visades konst. Byggnaden ritades av Kurt von Schmalensee och kompletterades av honom med hörsalen Harlekinen åren 1963–1964. På 1980-talet övergick museet till konstmuseum. År 1997 renoverades Konstmuseet in- och utvändigt. I fasaden mot Skulpturparken i söder ersattes fönsterraden med tre burspråk, vilket skapade bättre förutsättningar att visa konsten i gallerierna. Samlingarna fortsatte växa med fokus på 1900-talskonst. Många nyskapande och uppmärksammade svenska konstnärer finns representerade i samlingen.

## Konstmuseets samling
Konstmuseets samling innehåller allt från 1700-talsporträtt med spetsar och krås till 2000-talets konst med video och foto. I konstmuseets gallerier visas alltid ett urval av verken och man kan följa konstens utveckling under tre sekler. Ofta presenteras utställningar med konsthistorisk karaktär parallellt med samtida konstuttryck. I museets ägo finns också en annan värdefull konstskatt: en av landets största grafiska samlingar på cirka 25 000 blad. Samlingarna omfattar svensk 1900-talsgrafik och internationell grafik från 1400-talet och framåt.

## Skulpturparken vid Norrköpings konstmuseum
Skulpturparken runt Konstmuseet invigdes 1960. Parken tillkom genom en donation av byggmästaren Sture Gillgård och där visas ett drygt dussin moderna skulpturer av svenska skulptörer. De första skulpturerna köptes in 1956 och det senaste tillskottet är Cecilia Edefalks jordkonstverk Bo som består av en svensk blomsteräng med tillhörande bikupa.

### Skulpturer i urval
- Spiral åtbörd av Arne Jones
- Eva bland fornfynden av Bror Hjorth
- Katedral av Arne Jones
- Danserskorna av Carl Milles
- Cubo centrifugo-centripeto av Gert Marcus
- Mor och barn av Liss Eriksson
- Sittande pojke av Bror Marklund
- XRAF av Olle Baertling
- Skulptur av Lars Erik Falk
- Aklejaderna av Eric Grate
- Fina fisken av Palle Pernevi

## Fotogalleri

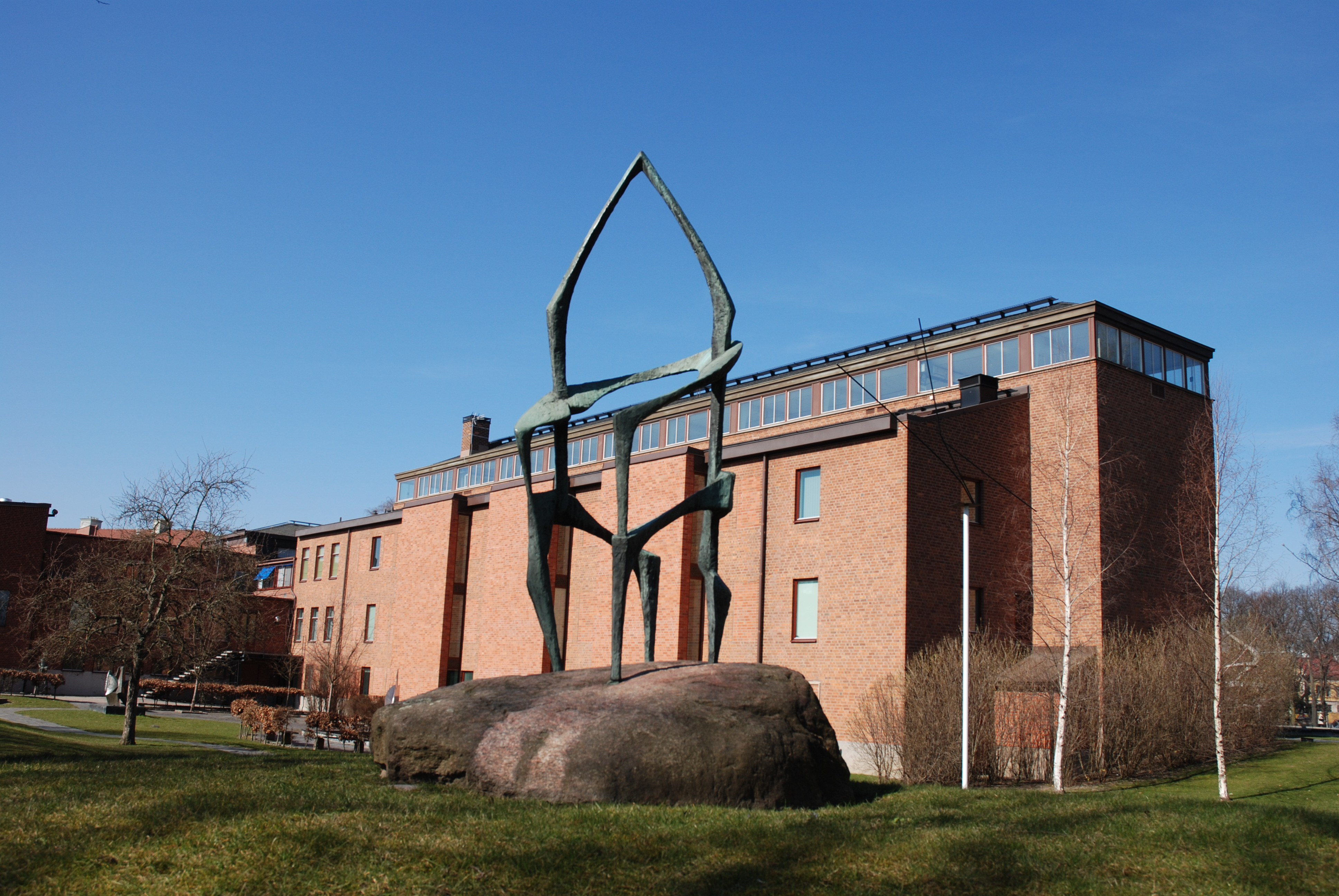
Katedral av Arne Jones
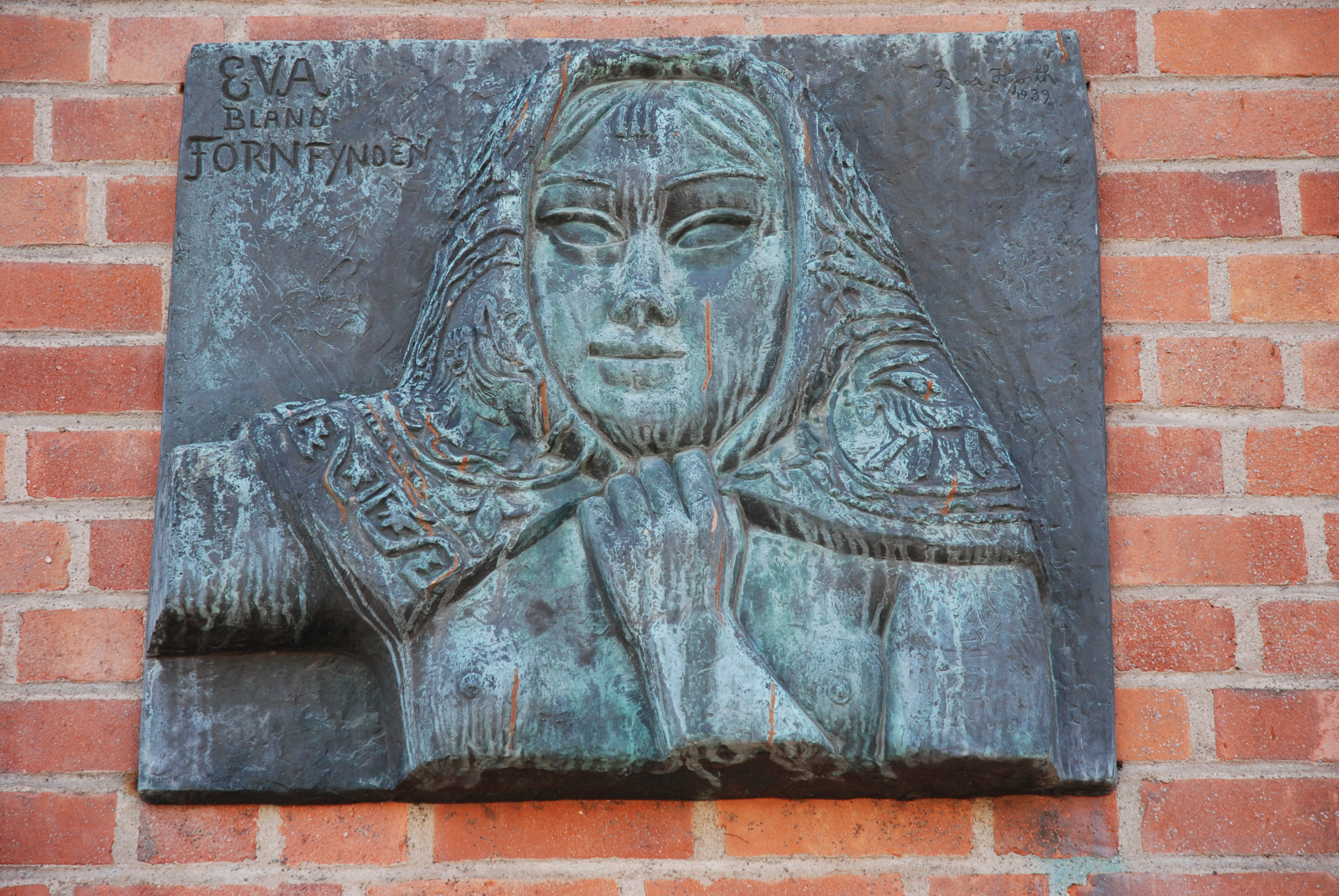
Eva bland fornfynden av Bror Hjorth
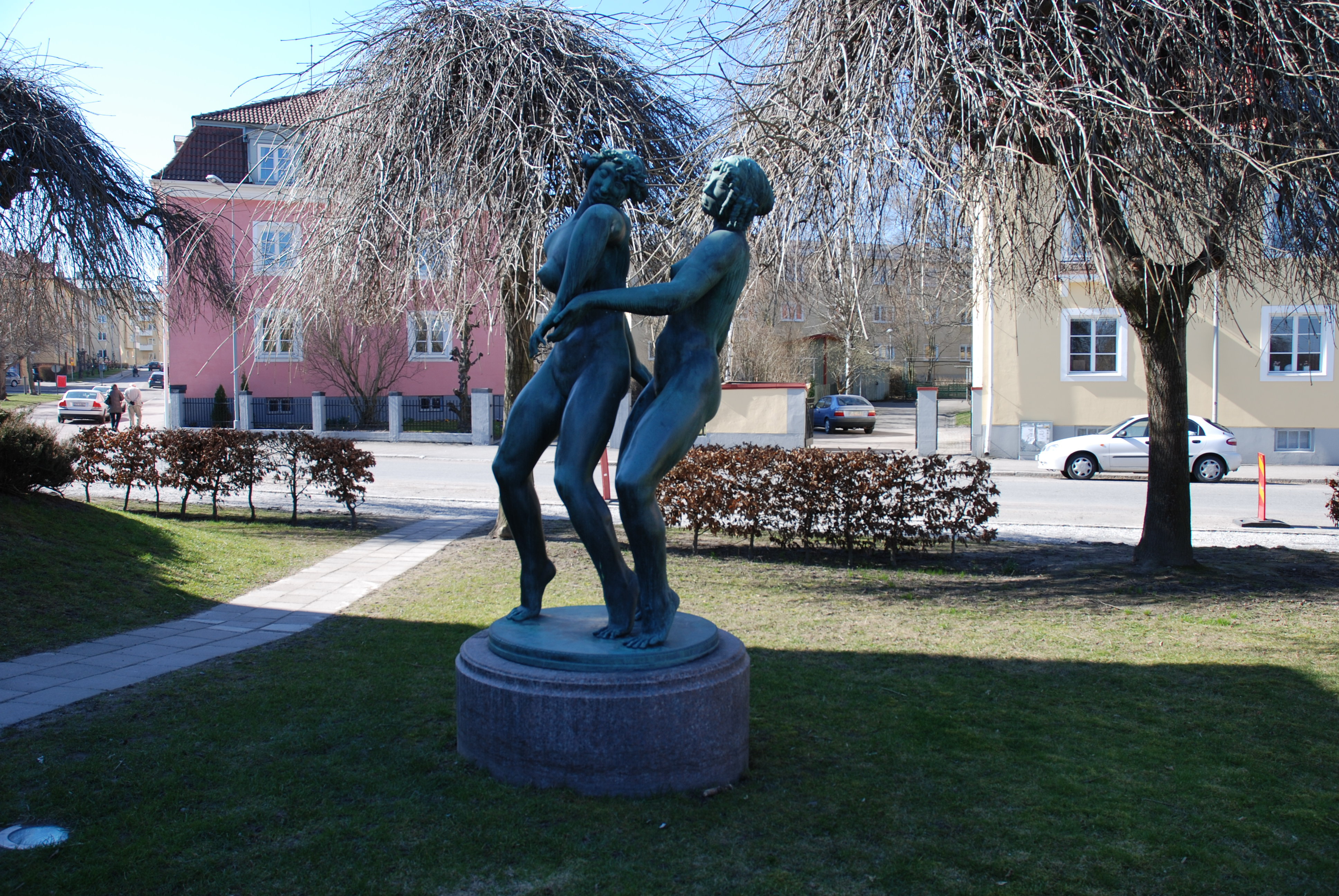
Danserskorna av Carl Milles
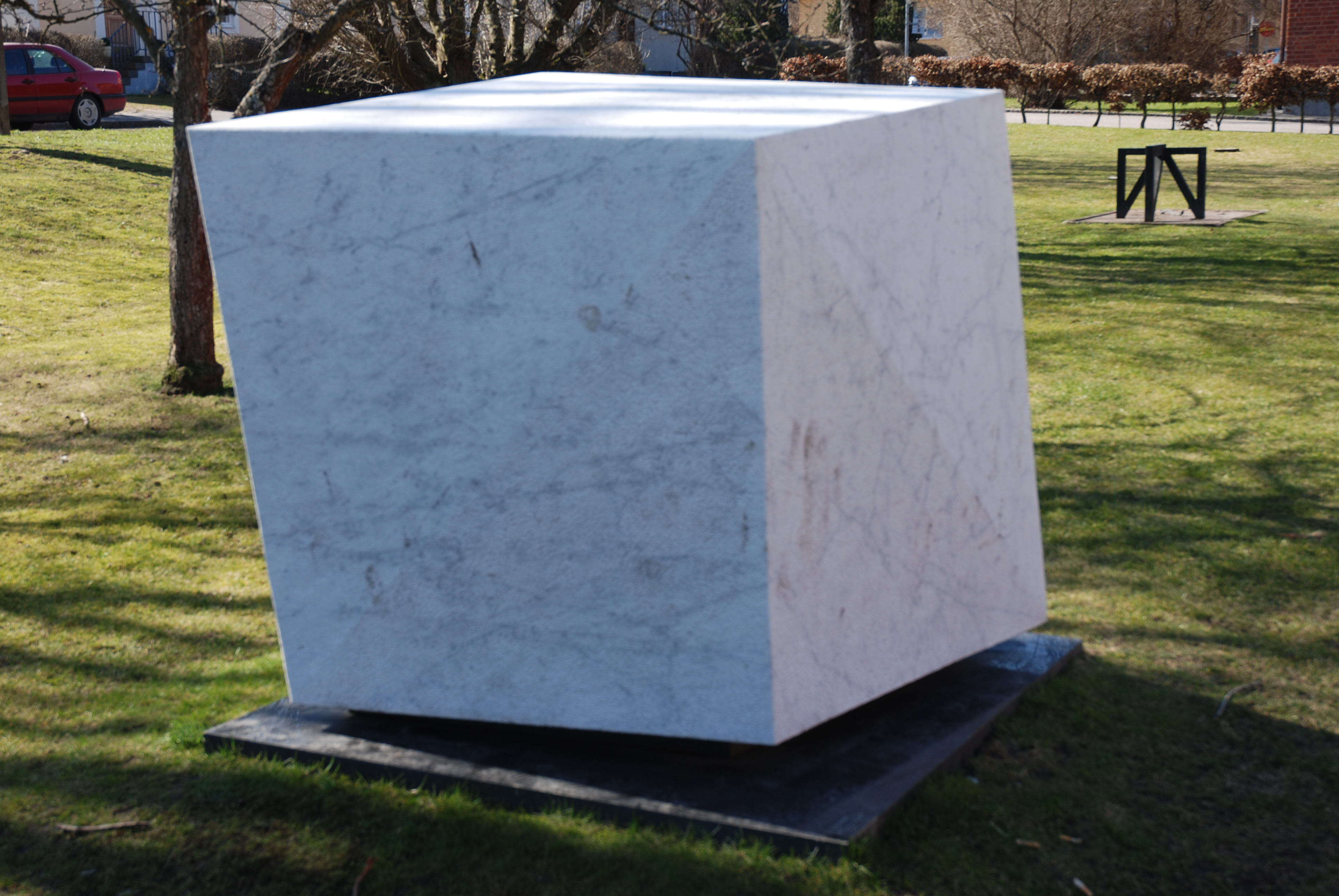
Cubo centrifugo-centripeto av Gert Marcus
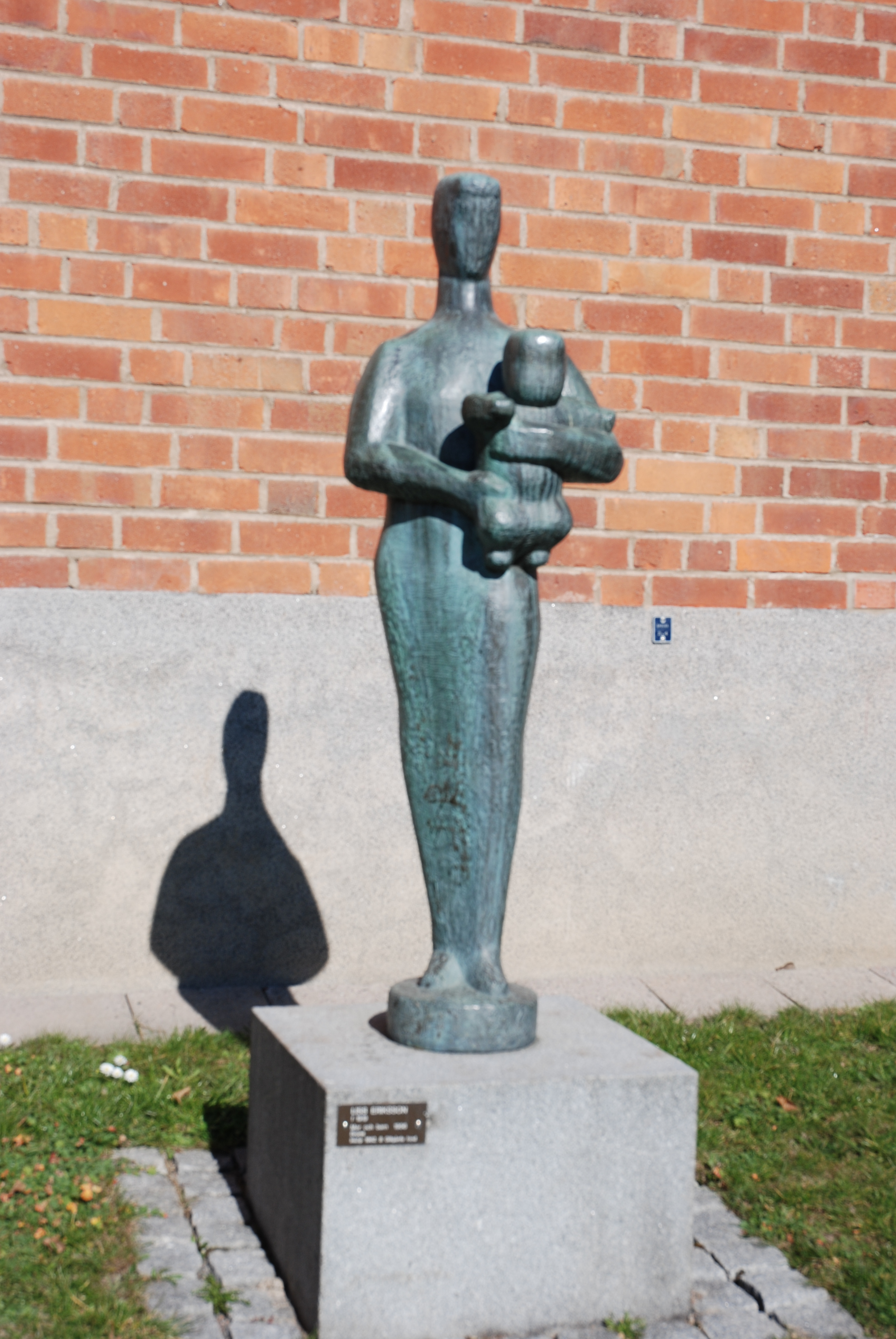
Mor och barn av Liss Eriksson
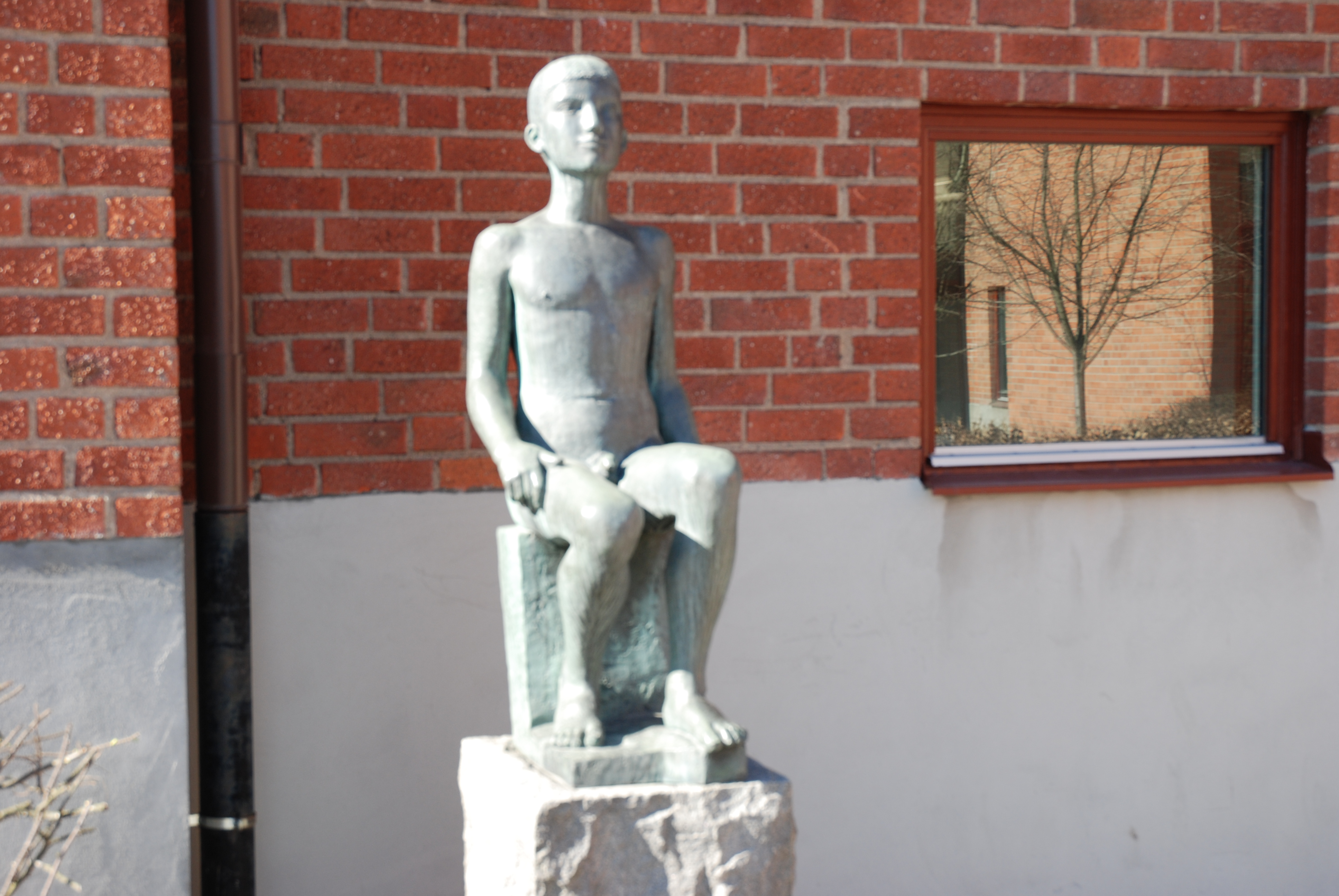
Sittande pojke av Bror Marklund
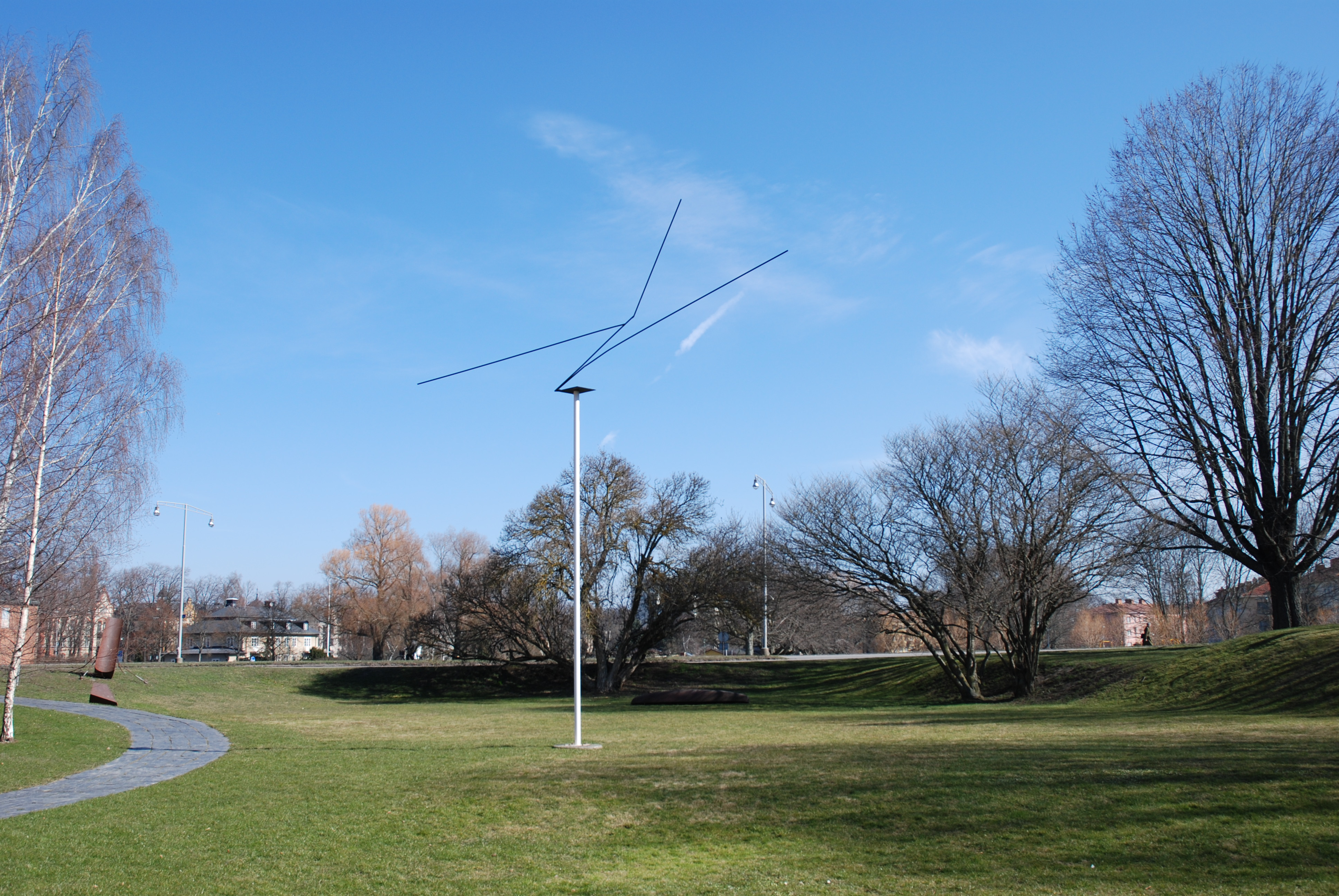
XRAF av Olle Baertling
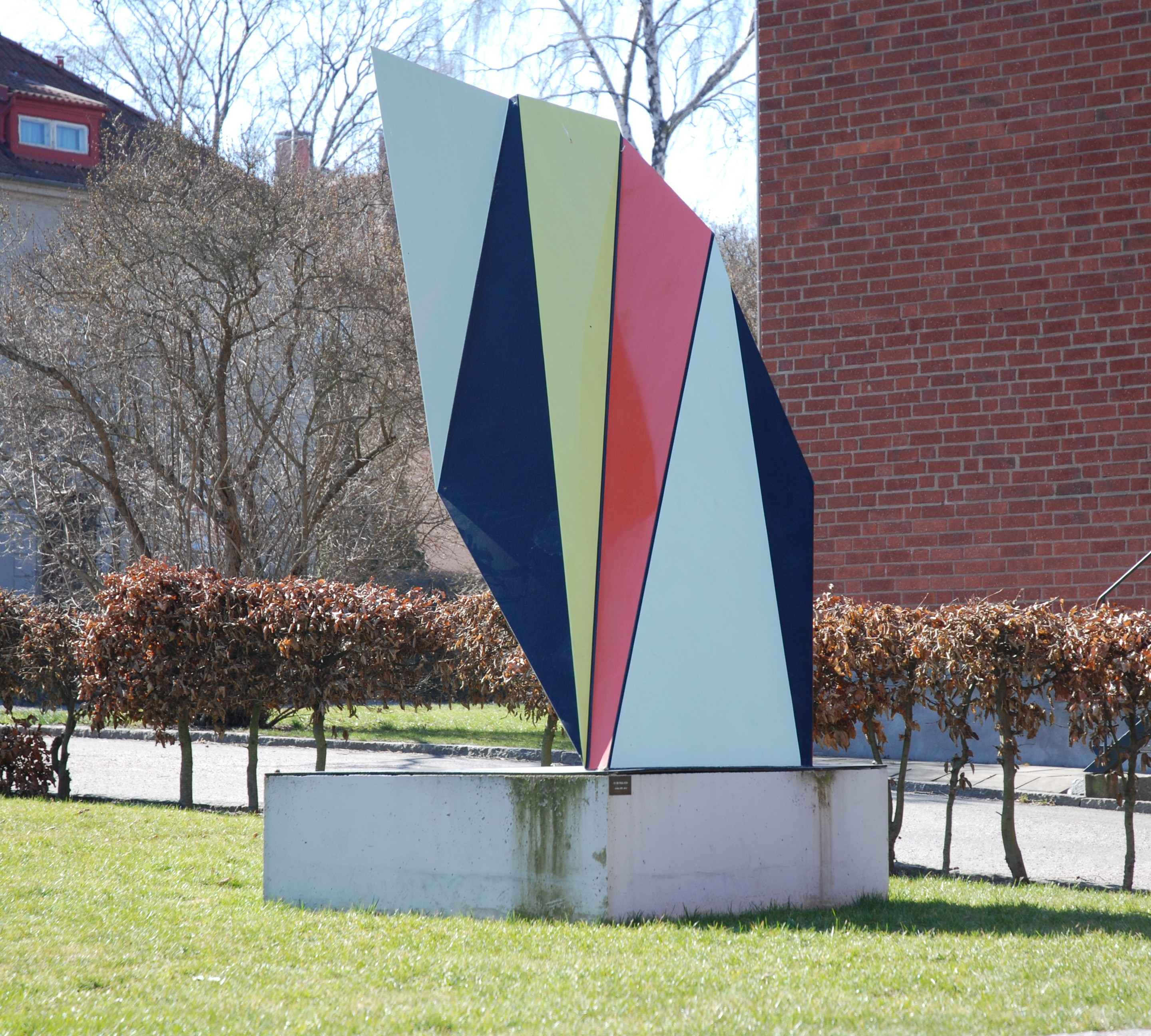
Sollefteå 1977 av Jacob Dahlgren
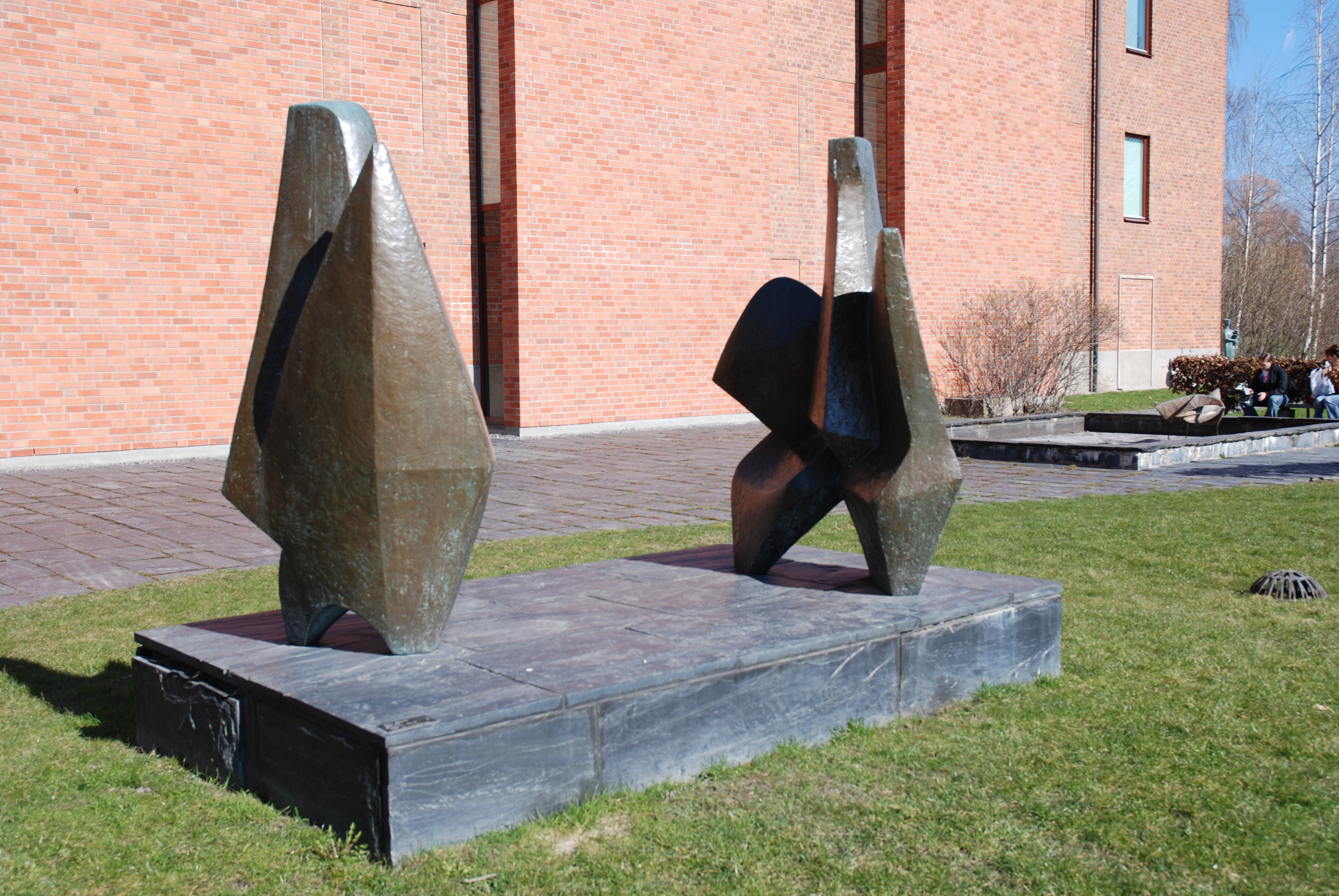
Aklejaderna av Eric Grate
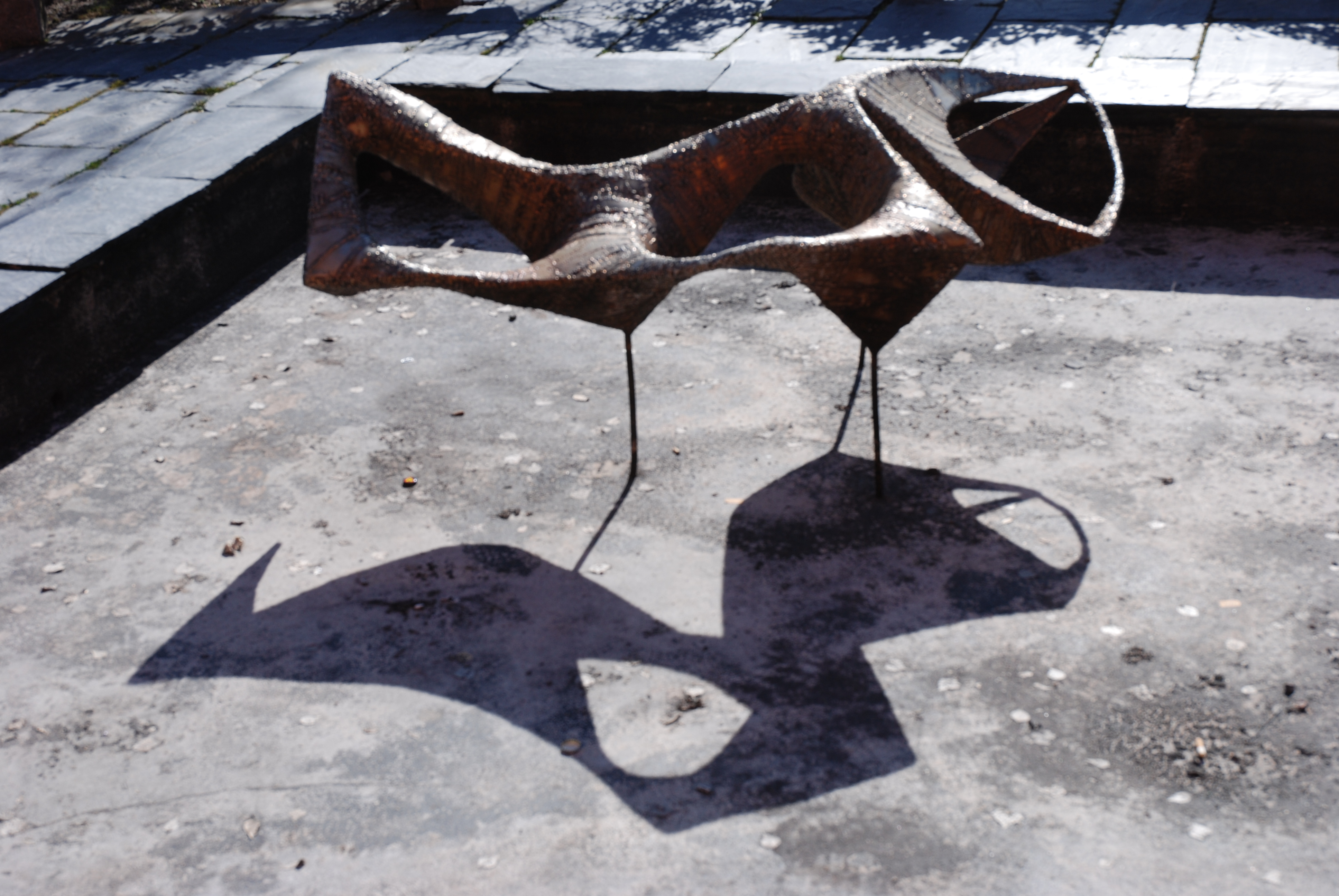
Fina fisken av Palle Pernevi

## Museichefer
- Aron Borelius 1945–1958
- Gösta Lilja 1958–1970
- Bo Sylvan 1970–1987
- Birgitta Flensburg 1987–2003
- Helena Persson 2005-